# Peter Očovan
Peter Očovan (* 20. února 1984) je slovenský fotbalový útočník, momentálně hrající za rakouský klub SV Bad Ischl.[rozpor]

## Fotbalová kariéra
S fotbalem začínal v FC Nitra, kde vydržel do roku 2004. Tehdy zamířil do skotského Raith Rovers, ovšem už za rok byl zpátky na Slovensku v týmu Dukla Banská Bystrica. V roce 2007 změnil dres znovu a zamířil do FK LAFC Lučenec a v roce 2009 z Lučence do tehdy prvoligového celku FK Bohemians Praha (Střížkov). V první lize si však zahrál jen jednu sezonu, poté tým sestoupil. V roce 2013 klub opustil a zamířil do týmu druholigového nováčka FK Loko Vltavín. Po sestupu do ČFL tým opustil a přestoupil do Německa, do celku VFC Plauen. Po skončení sezony však Německo opustil a zamířil do rakouského třetiligového celku Union Gurten. V Rakousku vydržel jen půl roku a vrátil se do Česka, do hradecké Olympie.